# Прадополис
Прадо̀полис (на португалски: Pradópolis) е град в Южна Бразилия, щат Сао Пауло. Намира се на 35 km югозападно от Рибейрао Прето. Населението му е 16 619 души по данни от преброяването през 2009 г.

## Личности
Родени
- Сисиньо (р. 1980), бразилски футболистът